# Thomas Müller-Pering
Thomas Müller-Pering (* 22. April 1958 in Köln) ist ein deutscher Gitarrist.

## Leben und Karriere
Mit etwa 13 Jahren begann Thomas Müller-Pering Gitarre zu spielen. Gitarrenunterricht erhielt er von Heiner Viertmann in Köln und Volker Glaser. Von 1975 bis 1980 studierte er bei Tadashi Sasaki an der Musikhochschule Köln, Abteilung Aachen. Parallel dazu nahm er an zahlreichen Meisterkursen teil, u. a. bei Siegfried Behrend, José Tomas, Oscar Ghiglia und John Williams.
Zwischen 1980 und 1998 hatte er einen Lehrauftrag an der Aachener Musikhochschule. Seither gibt Thomas Müller-Pering selbst viele Meisterkurse im In- und Ausland. Von 1994 bis 1997 bekleidete er eine Gastprofessor an der Hochschule für Musik Franz Liszt Weimar. 1997 folgte die Ernennung zum Professor an ebengenannter Hochschule in Weimar. Derzeit hat er eine Gastprofessur an der UdK Berlin. Dort vertritt er Martin Rennert. Konzertreisen führten ihn ins europäische Ausland, nach Nord- und Südamerika, Kuba und Nordafrika.
Neben solistischen Auftritten und Veröffentlichungen widmet er sich intensiv der Kammermusik und tritt in verschiedenen Besetzungen auf, in den letzten Jahren vor allem im Duo mit der Flötistin Wally Hase und dem Geiger Friedemann Eichhorn. 1991 war er der Duo-Partner von Manuel Barrueco bei dessen CD-Gesamteinspielung der »Danzas Españolas« von Enrique Granados für das Label EMI. Von 2003 bis 2005 war er Mitglied des mittlerweile aufgelösten World Guitar Ensemble, seit 2007 ist er Mitglied des United Guitar Ensemble und seit 2004 des Quartetto MaGiCo.

## Preise und Auszeichnungen
- 1975: 2. Bundespreis bei Jugend musiziert
- 1978: Sieger beim Kölner Hochschulwettbewerb
- 1981: 2. Platz beim Ramirez-Wettbewerb in Alicante
- 1982: Internationaler Musikwettbewerb der ARD, 3. Preis Gitarre
- 1983: 1. Preis beim »Concurso internacional de ejecución musical« in Viña del Mar (Chile)[1]
- 1983: Förderpreis des Landes Nordrhein-Westfalen.
- 2006: Preis der deutschen Schallplattenkritik
- 2007: Leopold